# 宣恵王 (韓)
宣恵王（せんけいおう、生年不詳 - 紀元前312年）は、中国の戦国時代の韓の君主。名は康。釐侯の子。紀元前333年、釐侯が死去すると、後を嗣いで韓侯となった。
紀元前325年、将軍の韓挙が魏軍に敗れた。紀元前323年、王号を称するようになった。紀元前322年、趙と区鼠で会合した。紀元前319年、秦軍に鄢を攻め破られた。
紀元前317年、秦軍に修魚を攻め破られ、韓の将軍の鯁と申差が濁沢で捕らえられた。宣恵王は公仲の進言を容れて秦と和睦しようとしたが、楚の懐王が陳軫の意見により韓の救援を宣言したため、宣恵王は公仲を引き止め、秦と絶交した。このため秦は激怒してますます兵力を増強して韓を攻め、大戦となったが、楚軍は韓を救援しなかった。紀元前314年、秦軍に岸門を攻め破られた。太子倉を秦に人質に出して講和した。
紀元前312年、秦軍とともに楚を攻撃し、楚の将軍の屈匄を破った。宣恵王はこの年のうちに死去した。在位21年。